# Cantón de Rouffach
El cantón de Rouffach era una división administrativa francesa, que estaba situada en el departamento de Alto Rin y la región de Alsacia.

## Composición
El cantón estaba formado por ocho comunas:
- Gueberschwihr
- Gundolsheim
- Hattstatt
- Osenbach
- Pfaffenheim
- Rouffach
- Soultzmatt
- Westhalten

## Supresión del cantón de Rouffach
En aplicación del Decreto n.º 2014-207 de 21 de febrero de 2014, el cantón de Rouffach fue suprimido el 22 de marzo de 2015 y sus 8 comunas pasaron a formar parte del nuevo cantón de Wintzenheim.